# Kevin Ayers
Kevin Ayers (ur. 16 sierpnia 1944 w Herne Bay, zm. 18 lutego 2013 w Montolieu) – brytyjski gitarzysta, kompozytor i autor tekstów, związany ze sceną Canterbury. Był jednym z najważniejszych innowatorów progresywnego rocka. W 1966 roku założył, wraz z innymi muzykami, zespół Soft Machine. W 1968 roku odszedł z zespołu wybierając działalność solisty. Współpracował z takimi artystami jak: Mike Oldfield, Brian Eno, John Cale i Nico.

## Życiorys
Urodził się 16 sierpnia 1944 w Herne Bay jako syn dziennikarza, poety i producenta BBC, Rowana Ayersa. Po rozwodzie rodziców i ponownym ślubie matki, Ayers większość dzieciństwa spędził na Malajach Brytyjskich, gdzie jego ojczym pełnił służbę District Officera. Mając 12 lat, powrócił do Wielkiej Brytanii i osiadł w Canterbury. Uczęszczał do Simon Langton Grammar School, gdzie spotkał Roberta Wyatta i Mike’a Ratledge’a.

### Kariera muzyczna

#### Lata 60.
W 1963 został wokalistą amatorskiego zespołu The Wild Flowers. W jego składzie znaleźli się przyszli członkowie zespołu Caravan oraz Robert Wyatt i Hugh Hopper. W 1965 roku Ayers wyjechał z Wielkiej Brytanii. Na Majorce poznał ekscentrycznego artystę, Daevida Allena. W 1966 powrócił do Wielkiej Brytanii. W sierpniu tego samego roku w Canterbury kilku członków The Wild Flowers (wśród nich Ayers) założyło zespół Soft Machine. Ayers został jego wokalistą, gitarzystą i basistą. Skład uzupelniali: Mike Ratledge – instrumenty klawiszowe, flet, Daevid Allen – gitara i Robert Wyatt – śpiew, perkusja, instrumenty klawiszowe, trąbka. Obok Pink Floyd Soft Machine regularnie grał w klubie UFO w Londynie, stając się jedną z kluczowych grup tamtych czasów.
Choć Wyatt jest często uważany za głównego twórcę w Soft Machine, to wkład Ayersa od początku był jednakowo znaczący. Poza graniem na basie, napisał i zaśpiewał wiele z utworów zespołu. Można go było usłyszeć na demach z 1967 oraz debiutanckim albumie zespołu, The Soft Machine  z 1968. W 1968 Soft Machine koncertował w Stanach Zjednoczonych jako support The Jimi Hendrix Experience. Ayers poczuł się znużony i rozczarowany intensywnym koncertowaniem. Sprzedał swoją gitarę basową marki Fender basiście The Jimi Hendrix Experience, Noelowi Reddingowi, po czym opuścił zespół wyjeżdżając z Daevidem Allenem na Ibizę. Tam napisał piosenki, które znalazły się na jego debiutanckim albumie, Joy of a Toy. W nagrywaniu utworów wzięli gościnnie udział jego byli koledzy z Soft Machine: Robert Wyatt i Mike Ratledge, a także jego następca, Hugh Hopper. Album został wydany w 1969 przez wytwórnię Harvest Records, z którą Ayers wcześniej podpisał kontrakt. Album ten zapoczątkował jego własny styl: zróżnicowane utwory, od świadomie udziwnionych do łatwo wpadających w ucho, śpiewane charakterystycznym, dźwięcznym głosem. Album był bardziej zwarty i łagodniejszy w nastroju, niż repertuar Soft Machine. Pod pewnymi względami styl Ayersa był porównywany do estetyki Syda Barretta, choć bez ekscytacji i szczytowych emocji tego ostatniego.

#### Lata 70.
Na początku lat 70. Ayers założył zespół The Whole World, w skład którego wchodzili m.in.: Mike Oldfield (gitara), Lol Coxhill (saksofon) i David Bedford (fortepian). W grze zespołu pojawiły się elementy progresywnego rocka. Zespół wydał jednak tylko jeden album, po czym się rozwiązał. Kolejnymi zespołami Ayersa były: Dekadence (1972), The Soporifics (1974 i 1975) i Kevin Ayers Band (1976). Dla Harvest Ayers nagrał cztery albumy, dobrze przyjęte przez krytykę. Trzeci z nich, Whatevershebringswesing z 1972, zawierał utwory autorstwa Roberta Wyatta i Mike’a Oldfielda oraz orkiestrowe aranżacje Davida Bedforda. Na albumie znalazła się dramatyczna, melancholijna piosenka „The Bottom of a Well” oraz chwytliwy, bardziej rock and rollowy w nastroju „Stranger in Blue Suede Shoes”, który stał się jego sztandarową piosenką, wykonywaną na kolejnych koncertach. Po okresie współpracy z Harvest Ayers podpisał kontrakt z kolejną wytwórnią, Island Records. Nagrany dla niej album, The Confessions of Dr Dream and Other Stories z 1974, zawierający jego własne utwory, zapoczątkował twórczą współpracę z gitarzystą Ollie Halsallem. W tym samym roku Ayers wystąpił wraz z Johnem Cale’em, Brianem Eno i Nico w Rainbow Theatre w Londynie, realizując album koncertowy, zatytułowany June 1st, 1974.
W połowie lat 70. publiczność jednak zaczęła tracić zainteresowanie progresywnym rockiem na rzecz nadchodzących nowych mód i gatunków, takich jak punk i nowa fala. Ayers nie zmienił jednak swego stylu. Nękany przez nałóg często zdradzał brak zainteresowania własną karierą.

#### Lata 80. i 90.
Po 1980 nagrywał tylko sporadycznie, choć pozostawał aktywny do początku lat 90., głównie na kontynencie europejskim. Z grupą muzyków, z którymi zaprzyjaźnił się w Hiszpanii zrealizował przeciętny album Diamond Jack and the Queen of Pain z 1983, oraz dobrze przyjęty Falling Up, wydany w 1988 w Hiszpanii. W jego repertuarze dominowały oniryczne w nastroju ballady, często inspirowane muzyką hiszpańską. Wykonywał też stereotypowe utwory bluesowe, melodyjne piosenki Mike’a Oldfielda („Flying Start”). Tematyka jego tekstów, często oparta na grze słów obejmowała takie zagadnienia jak sens życia („Shouting in a Bucket Blues”, „City Waltz”, „Champagne and Valium”) czy ucieczka od problemów codzienności w świat wyobraźni („Hymn”, „The Confessions of Dr. Dream”).

#### XXI wiek
W 2007 Ayers wydał swój ostatni album, The Unfairground, nagrany przy udziale wielu młodych muzyków (w tym Normana Blake’a z Teenage Fanclub, Billa Wellsa i Franka Readera z The Trash Can Sinatras oraz Eurosa Childsa z Gorky's Zygotic Mynci), a także starych przyjaciół i współpracowników (w tym Phila Manzanery, Roberta Wyatta, Hugh Hoppera i Bridget St John). Choć album zyskał pozytywną ocenę krytyków, to jednak nie skłonił Ayersa do powrotu na scenę muzyczną. Powrócił do samotnego życia na południu Francji. Zmarł w lutym 2013 w swoim domu w wiosce Montolieu w wieku 68 lat. Pozostawił trzy córki: Rachel, Galen i Annaliese oraz siostrę, Kate.